# Ranån
Ranån är en mindre å som rinner från Rannsjön, Värmland och utmynnar i Klarälven vid Ransäter i mellersta Värmland.
Ån har haft en stor betydelse i bygdens industrihistoria och stångjärnshammare anlades under 1600-talet vid Ransberg, Berget och vid Ransäter.